# Vela spila
Vela spila (u hrvatskoj leksikografiji Vela špilja) je špilja smještena iznad grada Vele Luke na otoku Korčuli, u Hrvatskoj. Smještena je na padinama brda Pinski rat, na nadmorskoj visini od oko 130 metara. Špilja se sastoji od eliptičnog oblika kaverne koje mjere 40 metara dužine, 17 metara u visinu, i oko 40 metara širine. Postoje dva otvora na krovu špilje koja su nastala kolapsom svoda. Vremenski okvir nastajanja od ova dva otvora još uvijek neodređen.
Nikola Ostojić je bio prva osoba koja je opisala špilju u suvremenoj književnosti. Godine 1856. on je napisao "Compendio Storico Dell Isola di Curzola" (Kompendij povijesti otoka Korčule). Nikola Ostojić je bio lokalni povjesničar, muzejski povjerenik i kolekcionar starina. On je posjetio špilju 1835. godine. Špilja je spomenuta u korčulanskom statutu još u 15. stoljeću. 

## Osobitosti
Špilja se nalazi na otoku Korčuli, iznad uvale Kale na sjeverozapadnoj strani Velolučkoga zaljeva. Otvor je špilje u obliku luka (širina 10 m, visina 4 m), na nadmorskoj visini 130 m, okrenut prema jugozapadu. Špilja se nalazi u uslojenim vapnencima kredne starosti, oblika je ovalne dvorane, duljine 50 m, širine do 30 m, sa 17 m visokim kupolastim stropom. Na stropu su dva prirodna otvora (Velo ždrilo, 11 m × 9 m; Malo ždrilo, 5 m × 4 m), kroz koje danje svjetlo osvjetljuje prednji i središnji dio špilje. Najniži dio dvorane 10 m je niži od razine ulaza.

## Istraživanja
Poznata je od XIX. st. (1853). Znanstveno istraživanje špilje početo je u kasnim 1940.-ih. Marinko Gjivoje posjetio je špilju 1949. godine. Godine 1951. Marinko Gjivoje, Boris Ilakovac i Vinko Foretić su započeli s prvim iskapavanjima u špilji i rezultati su bili obećavajući. Na temelju tih nalaza Grga Novak odlučio je testirati uzorke kako bi potvrdili povijesnu povezanost špilje s otokom Hvarom. Istraživanja su provedena u rujnu 1951. godine. On je objavio preliminarne rezultate u časopisu Jugoslavenske akademije znanosti i umjetnosti u izdanju br. 59 1954. godine.
Od 1974. godine terenski rad se provodio gotovo svake godine. Na samim početcima ga je vodio Grga Novak, a od 1978. vodi ga Božidar Čečuk. Franko Oreb je stalni član posade iskopa i Dinko Radić pridružio se iskopavanjima 1986. godine.

## Nalazi
Dno špilje ispunjeno je 4 m debelim naslagama, u kojima su nađene mnogobrojne kamene i keramičke izrađevine, ognjišta i vatrišta, kosti divljih i domaćih životinja i riba te nekoliko ljudskih ukopa, što upućuje na to da je služila kao ljudsko boravište od gornjega paleolitika sve do brončanoga doba.
U plićim slojevima postoje nalazi iz mezolitika i neolitika koji datiraju iz 7380. – 7080. godine prije Krista.
Tijekom neolitika špiljom su se koristili nositelji rane kulture impresso-keramike, osebujne lokalne skupine slikane keramike te klasične hvarske kulture.
Špiljski se nalazi uspoređuju s onima iz Grapčeve špilje na otoku Hvaru.
Nadalje u dubljim slojevima nalazi su datirani od 13 500. do 12 600. godina prije Krista.
Radiokarbonsko datiranje je pokazalo da je ljudska aktivnost u Veloj spili ide unatrag 20 000 godina. Postneolitski nalazi u slojevima Vele spile dokaz su da je stanovništvo živjelo u špilji. Dok nalazi eneolitičkog razdoblja su se pokazali kao referentni s hvarskom kulturom tog razdoblja. Ova faza je praćena slojem iz brončanom doba. 
Godine 1986. pronađeni su ostaci dvije odrasle osobe. Znanstvena istraživanja njihovih tijela pokazuju rezultate da su živjeli najvjerojatnije za kasnog neolitika. Lokalni ljudi iz Vele Luke zovu ih Baba i Dida.
Arheološki nalazi pronađeni u špilji su izloženi u Centru za kulturu u Veloj Luci. 
2009. godine National Geographic (Hrvatska) je objavio članak o Veloj spili.

## Vanjske poveznice
- Vela Spila  Arhivirana inačica izvorne stranice od 7. rujna 2017. (Wayback Machine)